# Goniopteroloba sinuosa
Goniopteroloba sinuosa är en fjärilsart som beskrevs av W. Warren 1895. Goniopteroloba sinuosa ingår i släktet Goniopteroloba och familjen mätare. Inga underarter finns listade i Catalogue of Life.